# Projector
Projector — четвёртый студийный альбом группы Dark Tranquillity, вышедший в 1999 году.
Projector первый альбом после того, как Мартин Хенрикссон перешёл с бас-гитары на электрогитару, заменив Фредрика Юханссона после его ухода, и первый альбом с новыми участниками: басистом Михаелем Никлассоном и клавишником Мартином Брэндстрёмом.
Стиль группы также изменился на этом альбоме, увеличилось количество звучания чистых гитар и клавишных, впервые за всю историю группы вокалист Микаель Станне запел чистым голосом вместо стандартного для Dark Tranquillity гроулинга, общее звучание коллектива сместилось в сторону готик-метала.
На всех последующих альбомах чистый вокал и готическое звучание Projector’a были практически полностью убраны. На следующем альбоме, Haven, только в песне Emptier Still звучат сильно переработанные электронным образом фрагменты чистого вокала, а также на восьмом студийном альбоме группы Fiction в двух песнях, можно снова услышать чистый вокал Микаеля Станне.
Также на альбоме был впервые использован новый логотип коллектива.

## Список композиций
Все тексты написаны Микаэлем Станне.
| №                   | Название               | Музыка                        | Длительность |
| ------------------- | ---------------------- | ----------------------------- | ------------ |
| 1.                  | «FreeCard»             | Хенрикссон, Сундин, Йиварп    | 4:31         |
| 2.                  | «ThereIn»              | Хенрикссон, Сундин            | 5:55         |
| 3.                  | «UnDo Control»         | Сундин, Йиварп, Хенрикссон    | 5:10         |
| 4.                  | «Auctioned»            | Йиварп                        | 6:06         |
| 5.                  | «To a Bitter Halt»     | Хенрикссон, Йоханссон         | 4:48         |
| 6.                  | «The Sun Fired Blanks» | Хенрикссон, Сундин, Йоханссон | 4:17         |
| 7.                  | «Nether Novas»         | Йиварп, Сундин, Хенрикссон    | 6:14         |
| 8.                  | «Day to End»           | Станне                        | 3:08         |
| 9.                  | «Dobermann»            | Хенрикссон, Сундин            | 4:38         |
| 10.                 | «On Your Time»         | Хенрикссон, Йиварп, Йоханссон | 5:37         |
| Общая длительность: | Общая длительность:    | Общая длительность:           | 54:23        |

| №   | Название                                                                                   | Музыка                     | Длительность |
| --- | ------------------------------------------------------------------------------------------ | -------------------------- | ------------ |
| 11. | «UnDo Control» (Live at Krzemionki Studio TVP, Краков, 7 октября 2002, из Live Damage DVD) | Сундин, Йиварп, Хенрикссон | 3:49         |

| №   | Название                                                                                        | Музыка                        | Длительность |
| --- | ----------------------------------------------------------------------------------------------- | ----------------------------- | ------------ |
| 11. | «Asleep in the Bandaged Light» (Instrumental)                                                   | Йиварп                        | 3:20         |
| 12. | «No One» (из Exposures – In Retrospect and Denial)                                              | Хенрикссон, Сундин            | 4:41         |
| 13. | «Exposure» (from Exposures – In Retrospect and Denial)                                          | Хенрикссон, Йоханссон, Сундин | 3:52         |
| 14. | «ThereIn» (Live at the Rolling Stone, Милан, 31 October 2008, из Where Death Is Most Alive DVD) | Хенрикссон, Сундин            | 6:11         |

## Участники записи
- Микаель Станне — вокал
- Никлас Сундин — гитара
- Мартин Хенрикссон — гитара
- Михаель Никлассон — бас
- Мартин Брэндстрём — клавиши и электроника
- Андерс Йиварп — ударные
- Иоанна Андерсон — вокал («UnDo Control»)